# 6408-as mellékút (Magyarország)
A 6408-as számú mellékút egy majdnem pontosan kilenc kilométer hosszú, négy számjegyű mellékút Tolna vármegye északi részén. Ozorát köti össze a 61-es főúttal.

## Nyomvonala
A 61-es főútból ágazik ki, annak 44+400-as kilométerszelvénye közelében, Pincehely központjában. Észak felé indul, Mártírok útja néven, majd mintegy 400 méter után kiágazik belőle nyugat felé a rövidke 64 312-es számú mellékút, a Budapest–Pécs-vasútvonal Pincehely vasútállomása irányába. Egy kisebb irányváltást követően az út neve Perczel Mór utca lesz, az 1848–49-es forradalom és szabadságharc diadalmas ozorai ütközetét levezénylő hadvezér emlékére; így keresztezi a vasútvonalat, körülbelül 900 méter megtételét követően.
Kevéssel ezután kilép a település házai közül, és külterületi részek között húzódik tovább. 4,2 kilométer után éri el Ozora délkeleti határszélét, onnantól Pincehely és Ozora határvonalát követi. 5,6 kilométer után lép teljesen ozorai területre, de a község első házait csak a nyolcadik kilométere előtt éri el. Ott előbb Árpád utca, majd Kossuth Lajos utca a neve, utolsó szakaszán pedig a Vas Gereben utca nevet veszi fel, a szomszédos Fürgeden született, a maga korában rendkívül népszerű elbeszélő tiszteletére. A 6407-es útba torkollva ér véget, annak 10+750-es kilométerszelvénye táján.
Teljes hossza, az országos közutak térképes nyilvántartását szolgáló kira.gov.hu adatbázisa szerint 9,020 kilométer.